# Kampfgeschwader 154
Das Kampfgeschwader 154 „Boelcke“ war ein Verband der Luftwaffe der Wehrmacht vor dem Zweiten Weltkrieg. Es war nach Oswald Boelcke benannt, einem Jagdflieger des Ersten Weltkrieges. Aufgrund dieses Ehrennamens waren die Geschwaderangehörigen berechtigt am rechten Unterarm einen Ärmelstreifen mit der Aufschrift „Geschwader Boelcke“ zu tragen. Als Kampfgeschwader, ausgestattet mit Bombern, vom Typ Dornier Do 23 und Heinkel He 111 bildete es Bomberbesatzungen aus für Luftangriffe mit Bomben. Es wurde am 1. April 1937 in Kampfgeschwader 157 umbenannt.

## Aufstellung
Der Geschwaderstab entstand im Rahmen der Aufrüstung der Luftwaffe am 1. April 1936 auf dem Fliegerhorst Hannover-Langenhagen. Die I. Gruppe bildete sich aus der ehemaligen Fliegergruppe Fassberg auf dem Fliegerhorst Hannover-Langenhagen. In Wunstorf (Lage) wurde die II. Gruppe neu aufgestellt. Das Geschwader war mit der Dornier Do 23 und der Heinkel He 111 ausgestattet.

## Gliederung
Der Geschwaderstab führte die I. bis II. Gruppe die wiederum in Staffeln unterteilt waren. Die 1. bis 3. Staffel gehörte der I. Gruppe und die 4. bis 6. Staffel der II. Gruppe an.

## Kommandeure

### Geschwaderkommodore
| Dienstgrad     | Name          | Zeit                            |
| -------------- | ------------- | ------------------------------- |
| Oberstleutnant | Johannes Fink | 1. April 1936 bis 1. April 1937 |

### Gruppenkommandeure
I. Gruppe
- Oberstleutnant Robert Krauß, 1. April 1936 bis 1. April 1937[3]

II. Gruppe
- Oberstleutnant Josef Hilgers, 1. April 1936 bis 1. April 1937[4]

III. Gruppe
- Major Otto Abernetty, 1. April 1936 bis 13. März 1937[5]

## Bekannte Geschwaderangehörige
- Wilhelm Ahlert (1911–1975), war von 1968 bis 1970, als Brigadegeneral der Luftwaffe der Bundeswehr, Kommandeur der Technischen Akademie der Luftwaffe